# Sivi Aberg
Sivi Aberg est une actrice suédoise née le 7 mai 1944 à Gävle.

## Filmographie
- 1966-1967 : Batman (série TV) : Mimi et Undine
- 1968 : Faut-il tuer Sister George ? (The Killing of Sister George) : Diana
- 1968 : Mannix S1 Episode 24 (The Girl In The Frame) : Pat
- 1969 : Mannix S3 Episode 07 (A Sleep In The Deep) : Barbara Stoner
- 1973: MASH : (série TV) : Anna Lindstrom
- 1973 : Dr. Death: Seeker of Souls : Venus
- 1973 : The New Treasure Hunt (série TV) : assistante
- 1974 : The Teacher : Bonnie Nelson
- 1976 : La Dernière Folie (Silent Movie) : Beautiful Blonde #3
- 1982 : Drop-Out Father (TV) : Housekeeper